# Yukio Yamaji
Yukio Yamaji (山地 悠紀夫, Yamaji Yukio) né en août 1983 et exécuté le 28 juillet 2009 était un criminel japonais ayant commis un triple homicide. Il a assassiné sa propre mère en 2000, ainsi qu'une femme de 27 ans et la sœur de 19 ans de cette dernière en 2005.

## Biographie
Yukio Yamaji est né dans une famille pauvre, son père est mort d’une cirrhose en janvier 1995. Après être sorti diplômé du lycée, il n’est pas rentré à l’université et a commencé à travailler dans un magasin de journaux. Il a tué sa mère âgée de 50 ans avec une batte de baseball en métal à Yamaguchi, le 29 juillet 2000 à l'âge de 16 ans. Il a appelé la police et a été arrêté le 31 juillet. Les motifs de son geste furent de deux ordres, l’un était que sa mère téléphonait discrètement à la femme qu’il aimait et le second était lié aux dettes de sa mère. Il a été libéré sur parole en octobre 2003 et laissé officiellement libre en mars 2004.
Le 17 novembre 2005, Yamaji viole et assassine une femme de 27 ans et la sœur de 19 ans de cette femme dans l'arrondissement de Naniwa-ku, à Osaka. Les deux victimes n'avaient jamais rencontré Yamaji. Il a été arrêté le 5 décembre 2005. Il dit à la police d'Osaka : « Je ne pouvais pas oublier le sentiment que j’ai éprouvé lorsque j'ai tué ma mère, et je voulais voir du sang humain ». Le 13 décembre 2006, le tribunal de l’arrondissement d'Osaka le condamne à mort, Yamaji ne fit pas appel. Il a été exécuté par pendaison le 28 juillet 2009 sur décision du ministre de la justice.